# هيزل فوربس
هيزل فوربس (بالإنجليزية: Hazel Forbes)‏ هي راقصة وممثلة أمريكية، ولدت في 26 نوفمبر 1910 بغيتيسبورغ في الولايات المتحدة، وتوفيت في 19 نوفمبر 1980 بلوس أنجلوس في الولايات المتحدة.

## وصلات خارجية
- هيزل فوربس على موقع IMDb (الإنجليزية)
- هيزل فوربس على موقع أول موفي (الإنجليزية)
- هيزل فوربس على موقع قاعدة بيانات برودواي على الإنترنت (الإنجليزية)
- هيزل فوربس على موقع قاعدة بيانات الأفلام السويدية (السويدية)
- هيزل فوربس على موقع قاعدة بيانات الفيلم (الإنجليزية)
- هيزل فوربس على موقع كينوبويسك (الروسية)